# Sigimon
|  | Per a altres significats, vegeu «Sigimon (desambiguació)». |

Sigimon o Segimon (en llatí Sigimundus o Segimundus) era un cap dels queruscs, fill de Segestes.
Va ser nomenat sacerdot d'un altar a la rodalia de Colònia, probablement un altar dedicat a August. Quan els germànics es van revoltar l'any 9 es va unir a la revolta dels queruscs. Es trobava amb el seu pare quan els queruscs els van assetjar després de descobrir la seva traïció a favor dels romans l'any 14. Segestes el va enviar a demanar ajut a Germànic Cèsar; aquest els va alliberar, va perdonar Segimon i el va enviar amb el seu pare a Narbona.